# (34391) 2000 RX67
2000 RX67 (asteroide 34391) é um asteroide da cintura principal. Possui uma excentricidade de 0.18431120 e uma inclinação de 5.54585º.
Este asteroide foi descoberto no dia 2 de setembro de 2000 por LINEAR em Socorro.